# Manorbier Castle
Manorbier Castle is een 11e-eeuws Normandisch kasteel in het plaatsje Manorbier, acht kilometer ten zuidwesten van Tenby in Pembrokeshire, Wales.

## Geschiedenis
Het oorspronkelijke houten kasteel werd aan het eind van de 11e eeuw gebouwd door Odo de Barri, een Normandische ridder. Zijn zoon William de Barri begon in het begin van de 12e eeuw aan het stenen kasteel.
Gerald van Wales, een groot 12e-eeuws geleerde werd in 1146 in Manorbier geboren. Zoon van William de Barri en kleinkind via de moeder van Nest verch Rhys. Gerald schreef enigszins bevooroordeeld over zijn geboorteplaats: "In all the broad lands of Wales, Manorbier is the most pleasant place by far."
Doordat de defensieve kwaliteiten van het kasteel nooit op de proef zijn gesteld is het nog in opmerkelijk goede staat.
Het kasteel functioneerde op de achtergrond als Cair Paravel in de BBC-versie van The Chonicles of Narnia. De film diende ook als filmlocatie voor de film I Capture the Castle (2003).